# ناحیه وصاب العالی
ناحیهٔ وصاب العالی (به عربی: مدیریة وصاب العالی) یک ناحیه در یمن است که در استان ذمار واقع شده‌است. ناحیهٔ وصاب العالی ۱۶۴٬۲۲۳ نفر جمعیت دارد.